# Marie Bougard
Marie Bougard, née le 6 février 1997, est une joueuse de football belge évoluant au poste de milieu. 

## Palmarès
- Championne de Belgique en 2016 avec le Standard de Liège
- Championne de Belgique D1 en 2016 avec le Standard de Liège